# Liste der Baudenkmale in Oldenburg (Oldb) – Gaststraße
In der Liste der Baudenkmale in Oldenburg (Oldb) – Gaststraße stehen alle Baudenkmale der Gaststraße in Oldenburg (Oldb). Der Stand der Liste ist das Jahr 2022.

## Allgemein
In den Spalten befinden sich folgende Informationen:
- Lage: die Adresse des Baudenkmales und die geographischen Koordinaten. Kartenansicht, um Koordinaten zu setzen. In der Kartenansicht sind Baudenkmale ohne Koordinaten mit einem roten Marker dargestellt und können in der Karte gesetzt werden. Baudenkmale ohne Bild sind mit einem blauen Marker gekennzeichnet, Baudenkmale mit Bild mit einem grünen Marker.
- Bezeichnung: Bezeichnung des Baudenkmales
- Beschreibung: die Beschreibung des Baudenkmales. Unter § 3 Abs. 2 NDSchG werden Einzeldenkmale und unter § 3 Abs. 3 NDSchG Gruppen baulicher Anlagen und deren Bestandteile ausgewiesen.
- ID: die Objekt-ID des Baudenkmales
- Bild: ein Bild des Baudenkmales, ggf. zusätzlich mit einem Link zu weiteren Fotos des Baudenkmals im Medienarchiv Wikimedia Commons. Wenn man auf das Kamerasymbol klickt, können Fotos zu Baudenkmalen aus dieser Liste hochgeladen werden:

Zurück zur Hauptliste
| Lage                                      | Bezeichnung          | Beschreibung | ID       | Bild |
| ----------------------------------------- | -------------------- | --- | -------- | ---- |
| Gaststraße 3a 53° 8′ 24″ N, 8° 12′ 45″ O  | Wohn-/ Geschäftshaus | Dreigeschossiger Massivbau unter Mansarddach, Ziegelfassade mit Putz-/ Stuckgliederungen, Erdgeschoss durch Gaststätteneinbau stark verändert. | 37462736 | BW   |
| Gaststraße 4 53° 8′ 23″ N, 8° 12′ 45″ O   | Wohn-/ Geschäftshaus | Dreigeschossiger Massivbau aus hellen Ziegeln unter Satteldach. Vierachsige Fassade durch Gesimse gegliedert. Im Erdgeschoss Ladenzone mit gusseisernen Säulen, im ersten OG paarweise Betonung der Fenster durch horizontale Verdachung mit gemauerten Segmentbögen darüber. Dach vorkragend auf Konsolen, mittig zweiachsiges Dachhaus mit Voluten und Dreiecksgiebel. 1901 errichtet.                                                                                        | 37462760 | BW   |
| Gaststraße 7 53° 8′ 23″ N, 8° 12′ 44″ O   | Wohn-/ Geschäftshaus | Dreigeschossiger, verputzter Massivbau unter Walmdach. Erdgeschoss Ladenzone, Fassade darüber dreiachsig mit Gurtgesimsen und kassettierten Brüstungsfelder, Kranzgesims auf Konsolen. Mittig Dachhaus mit Dreiecksgiebel. 1891 von Maurermeister W. Schäfer errichtet. | 37462448 | BW   |
| Gaststraße 8 53° 8′ 23″ N, 8° 12′ 43″ O   | Wohn-/ Geschäftshaus | Zweigeschossiges, verputztes Gebäude unter giebelständigem Satteldach, errichtet 1799. | 37462470 | BW   |
| Gaststraße 9 53° 8′ 22″ N, 8° 12′ 43″ O   | Wohn-/ Geschäftshaus | Dreigeschossiger, verputzter Bau mit giebelständigem Mansardgiebeldach. Kernbau von 1794, Umbau 1887 und Fassade aus den 1920er Jahren. | 37462492 | BW   |
| Gaststraße 10 53° 8′ 22″ N, 8° 12′ 43″ O  | Wohn-/ Geschäftshaus | Dreigeschossiger, verputzter Massivbau unter Walmdach 1888 errichtet. Im Erdgeschoss Ladenzone, die beiden Obergeschosse dreiachsig mit profilierten Gesimse und Fensterrahmungen, 1. OG mit Putzfugenschnitt, 2. OG mit Pilasterordnung. | 37462514 | BW   |
| Gaststraße 11 53° 8′ 22″ N, 8° 12′ 43″ O  | Wohnhaus             | Zweigeschossiger, dreiachsiger Massivbau unter giebelständigem Krüppelwalmdach. Mitte 18. Jahrhundert errichtet, 1884 Antrag auf Abbruch und Neubau des hinteren Gebäudeteils, 1999/2000 Umbau als Wohn-/Geschäftshaus mit Passage. | 37462536 | BW   |
| Gaststraße 12 53° 8′ 22″ N, 8° 12′ 43″ O  | Wohn-/ Geschäftshaus | Zweigeschossiger, verputzter Massivbau unter giebelständigem Satteldach. Erdgeschoss Ladenzone, Ober- und Giebelgeschoss vierachsig, horizontale Gliederung durch Gesimse. | 37462560 | BW   |
| Gaststraße 13 53° 8′ 22″ N, 8° 12′ 42″ O  | Wohn-/ Geschäftshaus | Dreigeschossiger, dreiachsiger Massivbau mit ziegelsichtiger Fassade. Putzdekor in Form Eckrustizierung, Fensterrahmungen und -verdachungen. 1898 von Johann Heinrich Brandes errichtet. | 37462582 | BW   |
| Gaststraße 14 53° 8′ 22″ N, 8° 12′ 42″ O  | Wohn-/ Geschäftshaus | Um 1875 errichteter zweigeschossiger, verputzter Massivbau unter traufständigem Satteldach. Erdgeschoss mit Ladenzone, Dreiachsiges OG, Gurtgesims zwischen ersten und zweiten Fenster zu einem Dreieck hochgezogen. Hier zwei Wappenschilde (Oldenburg und Mecklenburg) unter Herzogskrone. 1921 zum Architekturbüro „Fichtner&Sandeck“ umgebaut. | 37462604 | BW   |
| Gaststraße 18 53° 8′ 20″ N, 8° 12′ 41″ O  | Wohnhaus             | Eckhaus zum Theaterwall. Zweigeschossiger Putzbau mit fünf Achsen zum Theaterwall unter Walmdach. Auf der rechten Seite zurückgesetzter Vorbau, ehemals wohl unter Balkon, später ausgebaut. Eingang auf der linken Seite (Gaststraße) mittig, darüber Fenster mit begleitenden Blendfenstern. Moderne Schleppgaupe. Putzgliederung: geschossteilende Bänder, Brüstungsbänder, Kranzgesims, Fensterrahmungen, Portalfeld mit Quaderung und flachem Dreiecksgiebel. Erbaut 1846. | 37470010 | BW   |
| Gaststraße 20 53° 8′ 22″ N, 8° 12′ 41″ O  | Wohn-/ Geschäftshaus | Zweigeschossiger, verputzter Massivbau unter Walmdach. Erdgeschoss Ladenzone mit zurückgesetztem Eingangsbereich für die Wohnungen. Fünfachsiges Obergeschoss mit Dreiecksgiebel-verdachungen. Mittelachse durch Aedikularahmung mit Säulen, Gebälk und Segmentbogen des mittleren Fensters. Zierfriese mit Reliefs als Gurt- und Traufgesims - dort Inschriften „ora et labora“, „Steh Fest allzeit – zur Ehr Mauerer und Zimmerleut – DEUS PROTECTOR MEUS“                    | 37462626 | BW   |
| Gaststraße 20a 53° 8′ 22″ N, 8° 12′ 41″ O | Wohn-/ Geschäftshaus | Dreigeschossiger, verputzter Massivbau unter Walmdach mit zweiachsigem Dachhaus mit Dreiecksgiebel. Vierachsige Fassade, Ladenzone im Erdgeschoss. Obergeschossfenster durch horizontale Verdachungen mit Dreiecken hervorgehoben. 1921 errichtet; Architekten Lehmkuhl und Dohrmann. | 37462648 | BW   |
| Gaststraße 21 53° 8′ 22″ N, 8° 12′ 42″ O  | Wohn-/ Geschäftshaus | Zweigeschossiger, verputzter Massiv unter Walmdach. Fünfachsige Fassade, Erdgeschoss mit Pilastergliederung, Obergeschoss mit Putzfugen und horizontalen Fensterverdachungen. Auskragendes Traufgesims auf Konsolen ruhend. Mittig zweiachsiges Dachhaus mit Pilastergliederung. | 37462670 | BW   |
| Gaststraße 22 53° 8′ 22″ N, 8° 12′ 42″ O  | Wohn-/ Geschäftshaus | Dreigeschossiger verputzter Massivbau unter Walmdach in Ecklage, 1884 von F. Schöttler errichtet. Erdgeschoss Ladenzone, Obergeschosse durch Kolossalpilaster gegliedert, Fensterrahmen ebenfalls mit Pilastergliederung. Vorkragendes Traufgesims auf Konsolen. | 37462692 | BW   |
| Gaststraße 23 53° 8′ 23″ N, 8° 12′ 42″ O  | Wohn-/ Geschäftshaus | 1900 von G. Willers errichtet. Dreigeschossiger, verputzter Eckbau unter Mansarddach. Abgefaste Ecke mit Eingang im Erdgeschoss (Ladenzone), darüber zweigeschossiger Erker mit Pyramidendach. Horizontalgliederung durch umlaufende Gesims und Klötzchenfries unter vorkragender Traufe. Profilierte Fensterrahmungen. Im Dach auf jeder Seite zweiachsiges Dachhaus mit flachem Dreiecksgiebel.                                                                               | 37462714 | BW   |
| Gaststraße 26 53° 8′ 23″ N, 8° 12′ 43″ O  | Wohn-/ Geschäftshaus | Dreigeschossiger Massivbau mit Ziegelverblendung unter Satteldach. Erdgeschoss Ladenzone, 1. Obergeschoss mit reichem Baudekor in Form von Pilastern, Gebälk und gesprengten Segmentgiebel als Betonung der Mittelachse. Zweiachsiges Dachhaus mit Pilastergliederung und steilem Dreiecksgiebel. 1898 von Carl F. Spieske errichtet, 1909 von Heinrich Früstück umgebaut. | 37420699 | BW   |
| Gaststraße 28 53° 8′ 24″ N, 8° 12′ 44″ O  | Wohn-/ Geschäftshaus | Ende des 19. Jahrhunderts errichteter zweigeschossiger, verputzter Massivbau unter Mansarddach. Erdgeschoss Ladenzone; OG mit Putzfugen, profilierten Fensterrahmungen und Brüstungsfeldern. Traufgesims auf Konsole. Zweiachsiges Dachhaus mit Pilastergliederung, flankiert von je einer Gaube mit Segmentgiebel. | 37420719 | BW   |